# ベント郡
座標: 北緯37度57分 西経103度05分 / 北緯37.95度 西経103.08度
ベント郡（英: Bent County）は、アメリカ合衆国のコロラド州にある郡。人口は5,650人（2020年）。郡庁所在地はラス・アニマス（Las Animas）。
ベント郡という名は貿易業者のウィリアム・ベントに敬意を表して名づけられた。

## 歴史
ベント郡は1874年2月6日に、コロラド州議会によって設立された。それ以前にはグリーンウッド郡という郡が存在したが、わずか4年間しか持たず、グリーンウッド郡は解散されベント郡とエルバート郡に分裂した。当初、ベント郡は州南東部の広大な範囲を管轄していたが、1889年にシャイアン郡、リンカーン郡、カイオワ郡、オテロ郡、プロワーズ郡が新しく設立され領地のほとんどを失い、現在の境界線が決定した。

## 地理
アメリカ合衆国国勢調査局によると、この郡は総面積3,991 km2 (1,541 mi2) である。このうち3,921 km2 (1,514 mi2)が陸地で、70 km2 (27 mi2) が海や湖などの水地域である。総面積のうち1.77%が水地域となっている。

### 隣接する郡
- カイオワ郡（北）
- プロワーズ郡（東）
- バカ郡（南東）
- ラスアニマス郡（南西）
- オテロ郡（西）

## 人口動静

2000年人口ピラミッド

2000年国勢調査によると、ベント郡には5,998人、2,003世帯、及び1,388家族が暮らしている。人口密度は2/km2 (4/mi2) で、1/km2 (2/mi2) の平均的な密度に2,366軒の住居が建っている。この郡の人種の構成は白人79.53%、黒人（アフリカ系アメリカ人）3.65%、先住民2.23%、アジア系0.57%、太平洋諸島系はおらず、その他の人種10.25%、及び混血3.77%で、30.24%の人々がヒスパニックまたはラテン系である。
ベント郡に住む2,003世帯のうち、32.50%は18歳未満の子どもと暮らしており、53.50%は夫婦で生活している。11.40%は未婚の女性が世帯主であり、30.70%は家族以外の住人と同居している。27.20%は独居で、全世帯の12.20%は65歳以上の独居老人世帯である。1世帯あたりの平均人数は2.53人であり、家庭の場合は3.07人である。
郡の住民は23.80%が18歳未満の子どもで、18歳以上24歳以下が9.30%、25歳以上44歳以下が29.20%、45歳以上64歳以下が21.80%、および65歳以上が15.90%となっている。平均年齢は37歳である。女性100人ごとに対して男性は129.00人いて、18歳以上の女性100人ごとに対して男性は138.70人いる。
郡の世帯ごとの平均収入は28,125米ドルで、家族ごとでは34,096米ドルである。男性の22,755米ドルに対して女性は24,261米ドルの平均的な収入がある。この郡の一人当たりの収入 (per capita income) は13,567米ドルである。総人口の19.50%、家族の16.60%は貧困線以下である。18歳未満の子どもの27.40%及び65歳以上の13.00%は貧困線以下の生活を送っている。

## 都市および町
- ラス・アニマス (en:Las Animas, Colorado)
- ボグスヴィル (en:Boggsville, Colorado)
- カドア (en:Caddoa, Colorado)
- フォート・ライオン (en:Fort Lyon, Colorado)
- ハスティ (en:Hasty, Colorado)
- マールマン (en:Marlman, Colorado)
- マクレーブ (en:McClave, Colorado)
- ニナビュー (en:Ninaview, Colorado)
- エイブル (Able)
- ヒルトン (Hilton)
- メリナ (Melina)

## 国立・州立地域

### 州立公園
- ジョン・マーティン貯水池州立公園

### 街道
- アメリカン・ディスカヴァリー・トレイル
- サンタフェ国指定歴史街道
- サンタ・フェ・トレイル国立シーニック・ハイウェイ